# パリ万国博覧会 (1889年)

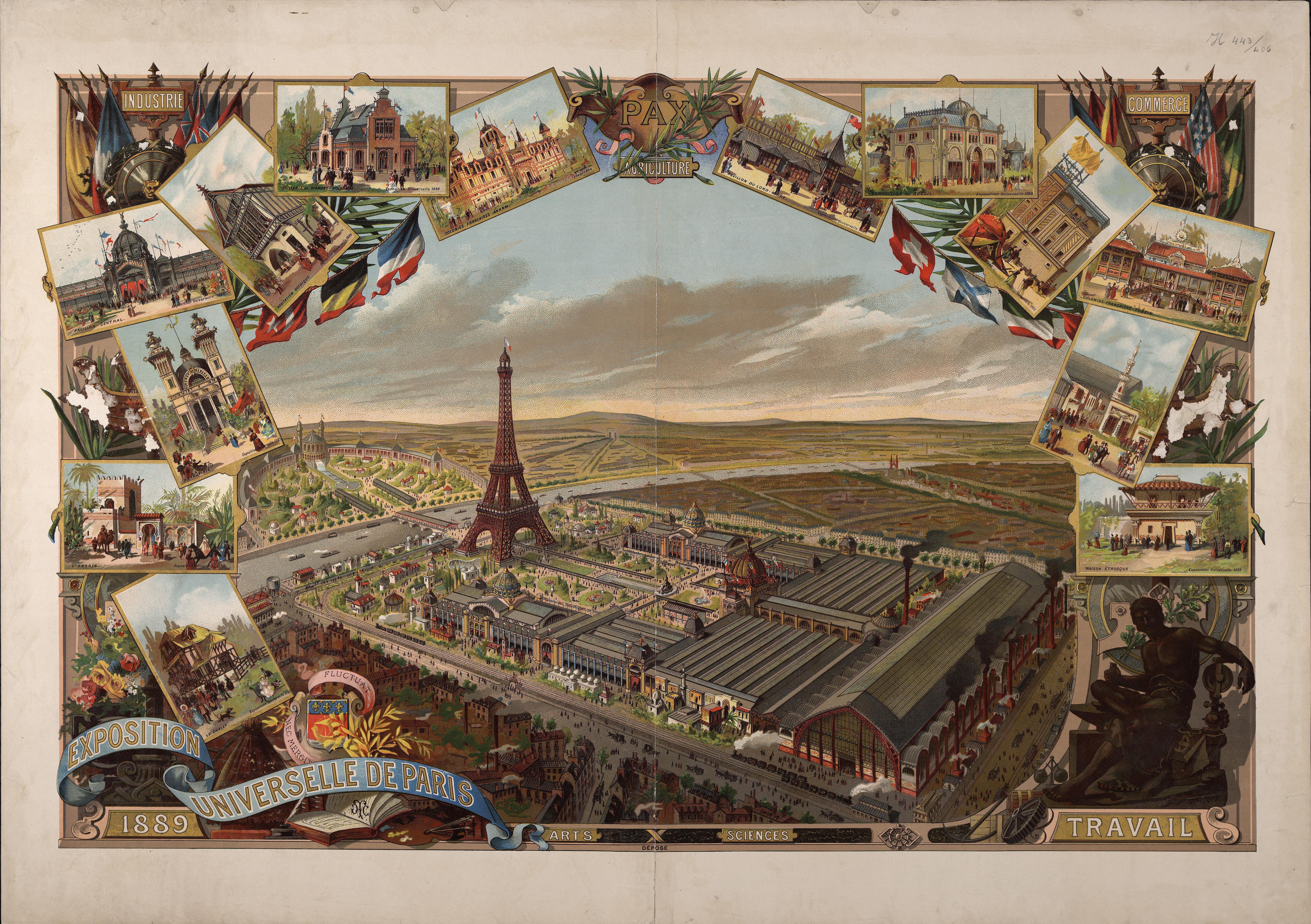
1889年のパリ万国博覧会の様子

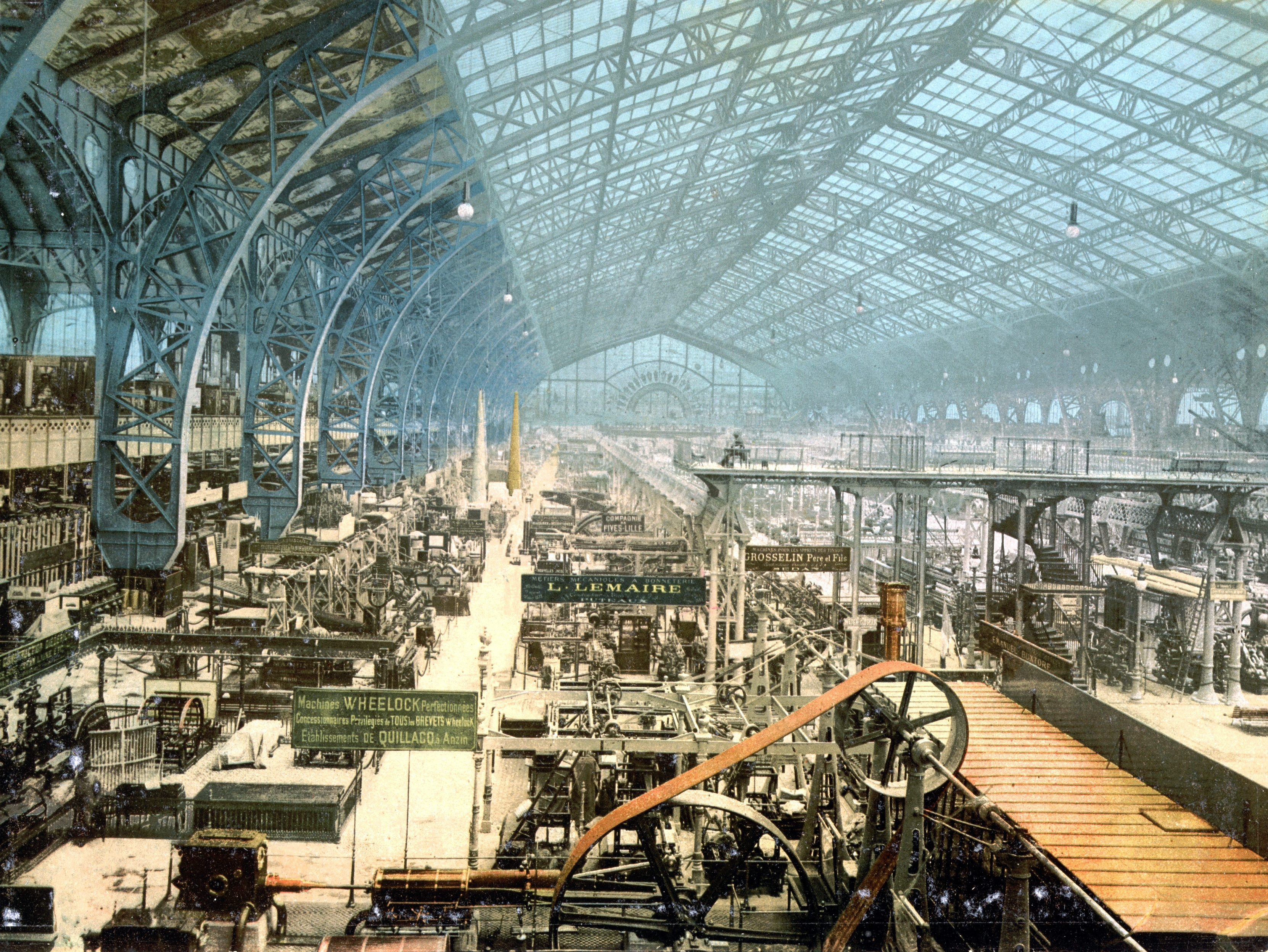
機械館

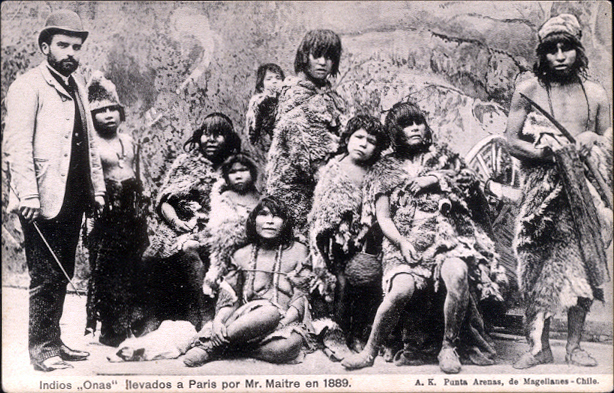
ティエラ・デル・フエゴ（アルゼンチンのパタゴニア）の原住民で、展示会のためにベルギーの捕鯨起業家モーリス・メートルによってパリに連れてこられた。

1889年のパリ万国博覧会（せんはっぴゃくはちじゅうくねんのパリばんこくはくらんかい, フランス語: Exposition Universelle de Paris 1889, Expo 1889）は、1889年5月6日から10月31日までフランスのパリで開催された国際博覧会である。

## 概要
フランス革命の発端とされるバスティーユ襲撃100周年となる年に開催された。この博覧会にあわせてエッフェル塔が建設され、後にパリのシンボルとなった。パリで開催された国際博覧会では4回目となる。
1889年のパリ万博の会場総面積は0.96km2で、シャン・ド・マルス公園、トロカデロ広場（現在シャイヨ宮があるセーヌ右岸16区側）、ケ・ドルセー地区（現在オルセー美術館がある同左岸7区側）が会場となった。会場周辺の交通はドコービルによる路線長3kmの600mmゲージ鉄道が部分的に運行された。この鉄道はわずか6ヶ月の万博開催期間中に634万2446人の乗客を輸送したと言われている。また、この路線で使用された機関車車両の一部は後にシュマン・ド・フェール・デュ・カルヴァドス（Chemin de fer du Calvados, カルヴァドス鉄道）での運用が見られた。

## 代表的な建築物

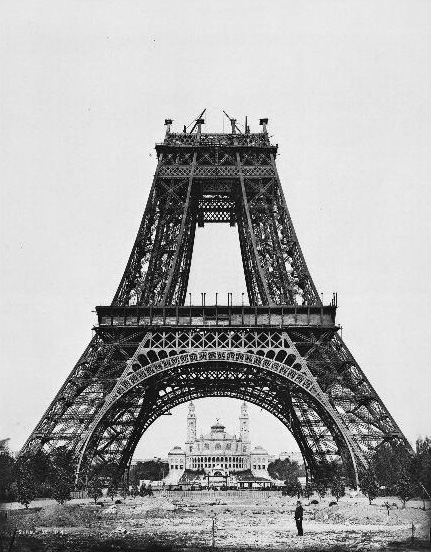
建設中のエッフェル塔（1888年8月21日撮影）

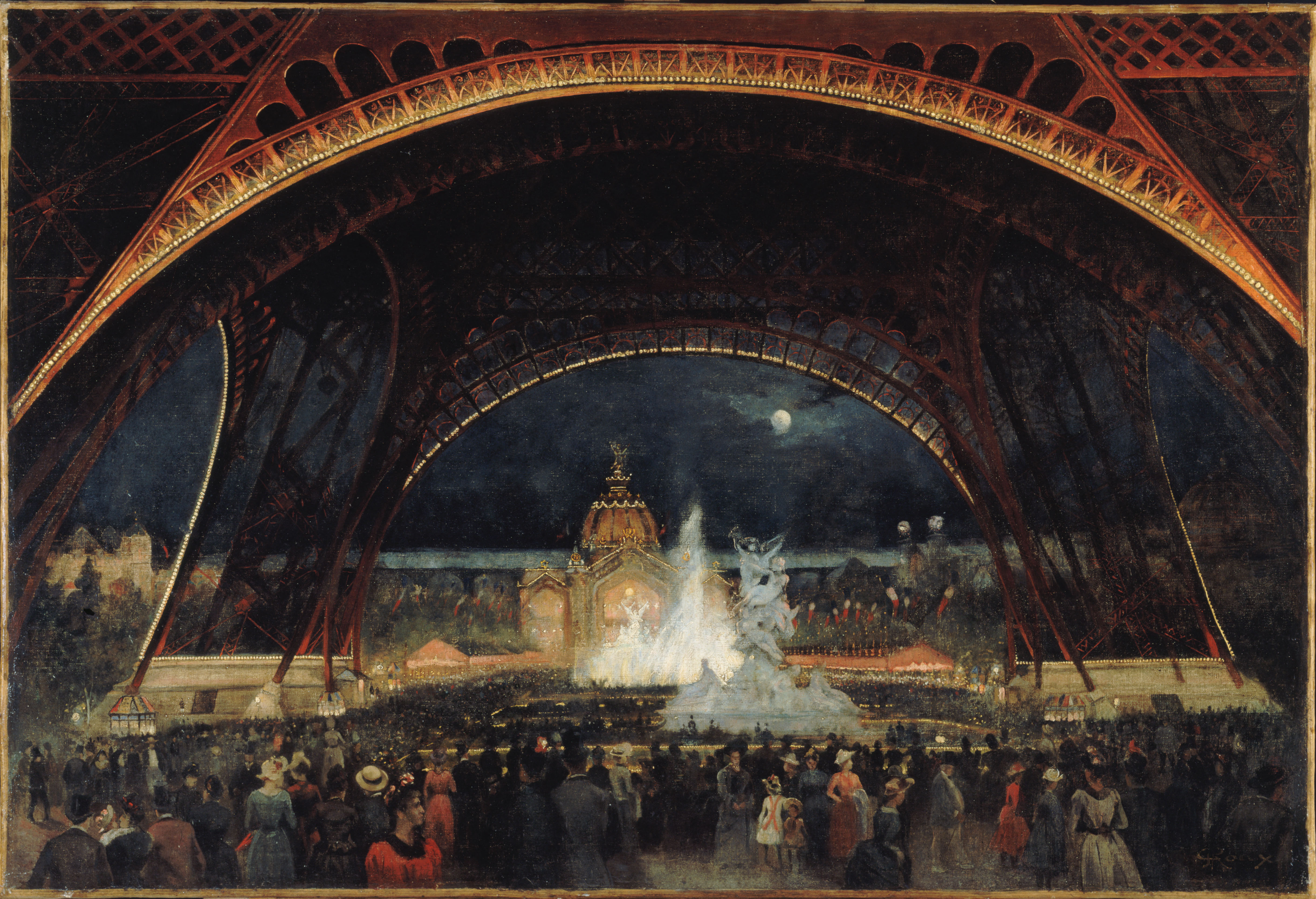
博覧会当夜の模様を描いた油彩画。（1889年）

本博覧会最大のシンボルとなったのは、エッフェル塔であった。1889年に竣工したエッフェル塔は会期中は入場アーチ門の役割を担った。A.G.エッフェルが設計したこの鉄塔は錬鉄製であった。1889年のパリ万博は、1867年の第2回パリ万国博覧会の会場であったシャン・ド・マルス公園に数々のパビリオンが建て増しされて開催された。
エッフェル塔と同様に、この万博のために建造された注目すべき建築物が機械館（La Galerie des machines）である。設計者はフランス人建築家のフェルディナン・デュテールとヴィクトル・ コンタマンであった。この機械館は1900年の第5回パリ万国博覧会でも再びパビリオンとして使用されたが、エッフェル塔のように今日まで残されることはなく、1910年に取り壊されてしまった。
また、当初の設計では機械館の建材には鋼を用いるよう指示されていたのだが、実際には鉄を用いて建設されていたことから、建築史学者たちの間でその経緯をめぐって論争が続いている。建材が変更になった理由については、機械館の完成を急ぐ必要があった上に、コスト低減のため当時原材料価格が鋼の約3分の2だった鉄を利用したとする説が有力である。

## おもな展示・発表内容
パリ万博の開幕にあわせて、1889年5月14日にジュール・マスネ作曲のオペラ・コミック《エスクラルモンド》が初演された。このオペラ・コミックは開催期間中も50回以上も上演された。
また、このパリ万博に訪れていたフランス人作曲家クロード・ドビュッシーは会場でジャワ島のガムラン音楽アンサンブルの演奏を耳にして、初めて東洋音楽に触れることとなった。この経験がその後の彼の作風に大きな影響を与えたとされる。
1889年のパリ万国博覧会では、オランダのビールメーカーハイネケンがグランプリを受賞した。
日本から久保田米僊がパリ万博において金賞を受賞。
1882年（明治15年）より陸軍から派遣されてパリ音楽院でオーボエを学んでいた古矢弘政（1854-1923、帰国後に陸軍軍楽隊長）が現地の軍楽隊を指揮して出演した記録がある。12月12日付「東京日日新聞」によれば「古矢楽長其楽譜（巴里の日本人と題す）をシャン、ド、マルスに乗せしめ聴衆大に感動せり仏国にて奏楽を指揮したる日本人は古矢氏を以て嚆矢とする」との記事が掲載されている。

## 統計
- 事業支出：4,150万フラン
- 事業収入：4,950万フラン
- 来場者：3,225万人
- 出品者：6万人以上（うち、55％がフランス人）
- 参加国：35ヶ国